# Greenfield (Massachusetts)
Greenfield város az USA Massachusetts államában, Franklin megyében, melynek megyeszékhelye is. Lakosainak száma 17 768 fő (2020. április 1.).

## Népesség
A település népességének változása:

| 1860 | 3 198  |
| 2020 | 17 768 |